# Andrychów
Andrychów là một thị trấn thuộc huyện Wadowicki, tỉnh Małopolskie ở nam Ba Lan. Thị trấn có diện tích 10 km². Đến ngày 1 tháng 1 năm 2011, dân số của thị trấn là 21220 người và mật độ 2054 người/km².